# Alphonsine-Virginie-Marie Dubois
Alphonsine-Virginie-Marie Dubois   (París, 1801 - Bolonya, 1888), coneguda també com a Madame Casimir, fou una soprano francesa.
Casà amb Casimir Compan, que també era cantant, i des de 1823 en què es presentà per segona vegada en l'Òpera Còmica fou per la seva veu i la seva bellesa una de les artistes favorites del públic. Malgrat tot, la extravagància del seu caràcter la perjudicà molt en la seva carrera i corre la brama que fou la causa indirecta però determinant de la mort Hérold, en negar-se a continuar cantant l'òpera Le Pré aux clercs d'aquell compositor després de la primera representació i malgrat l'èxit que assolí, quan Hérold es trobava greument malalt.
A més d'aquella estrenà Zampa, del mateix autor; Le Cheval de bronze, d'Auber; Les deux nuits, de Boieldieu; Danilowa (1830) i Le Proscrit ou Le Tribunal (1833) d'Adam; Les deux mousquetaires, de Berton, i moltes d'altres.
Fou germana del prestigiós violinista Paul Dubois.